# Norodom Kantol
Norodom Kantol (en khmer : អ្នកអង្គម្ចាស់ នរោត្តម កន្តុល) (né le 15 septembre 1920 à Phnom Penh et mort en 1976, probablement tué par les Khmers rouges), est un homme politique cambodgien, premier ministre du Cambodge du 6 octobre 1962 au 25 octobre 1966. Son rang princier est Neak Ang Mchas (អ្នកអង្គម្ចាស់).